# Рейд на Макін
Рейд на Макін — епізод Другої світової війни, пов'язаний з нападом американського загону на японську базу на островах Гілберта.
Вже через дві доби після нападу на Перл-Гарбор японці висадились на атолі Бутарітарі, більше відомому в присвяченій тихоокеанським кампаніям літературі як Макін — за назвою розташованого поруч острова. Тут оперативно створили базу гідролітаків, що дозволяло розширити радіус розвідувальних операцій та, як наслідок, покращити захист баз на підмандатних територіях Мікронезії. Хоча первісно на Макіні висадили близько трьохсот морських піхотинців 51-го охоронного загону (базувався на атолі Джалуїт), проте до літа 1942-го його гарнізон зменшився до 73 військовослужбовців зі складу персоналу бази гідроавіації та бойової групи 62-го охоронного загону (нове найменування основного підрозділу атола Джалуїт).
7 серпня 1942-го союзники здійснили висадку на сході Соломонових островів, що призвело до шестимісячної битви за Гуадалканал. Враховуючи незначну японську присутність на Макіні, американське командування вирішило здійснити диверсійний рейд на цей атол з метою відвернути увагу ворога. Первісно розглядались також варіанти атаки на острови Гуам (Маріанські острови) та Атту (Алеутські острови), проте в підсумку вирішили, що через їхню значну віддаленість від Соломонових островів напад навряд чи дасть змогу відволікти якісь сили від Гуадалканалу.

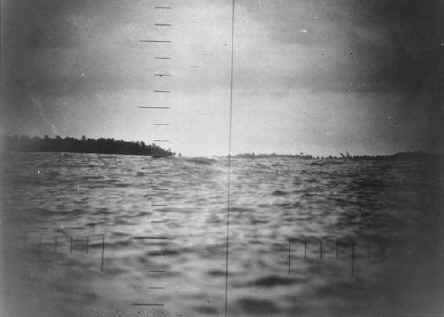
Вигляд атола Макін через перископ підводного човна «Наутілус»

Для операції на Макіні виділили 221 бійця 2-го батальйону рейдерів морської піхоти (2nd Marine Raider Battalion). Окрім легкого стрілецького озброєння, десант мав кулемети, міномети та протитанкові рушниці. Його доставку, а також певну артилерійську підтримку повинний був здійснити загін Task Force 7.15.3, до якого увійшли підводні човни «Наутілус» та «Аргонавт». Ці кораблі створили в межах експериментальної програми (підводні човни типу «V»), метою яких було напрацювати типове рішення для створення океанських субмарин. На «Наутілус» та «Аргонавт» перевіряли доцільність ідеї великих підводних човнів, що не набула розвитку. Втім, саме їхні розміри дозволили прийняти на борт доволі великий десантний загін. Для доставки його безпосередньо на берег призначався 21 гумовий човен LCLR (Landing Craft Light Rubber).
Task Force 7.15.3 вийшов з Перл-Гарбора та здійснив дев'ятиденний перехід у підводному положенні. 17 серпня загін досяг району Макіна, субмарини наблизились до рифу на відстань приблизно пів кілометра й невдовзі після опівночі почалась підготовка до висадки. На морі було доволі неспокійно, так що один LCLR, куди встигли помістити кілька кулеметів та медикаменти, унесло хвилями. Крім того, виявили вади в підготовці, оскільки не було мотузок, що утримували б вантаж у човнах. До 5-ї години ночі 17 LCLR досягли берега та висадили десант на південному узбережжі острова Бутарітарі (найбільший серед розташованих на рифі однойменного атола), в районі на північний схід від японської бази.
Після висадки човни замаскували пальмовим листям, втім, близько 5:30 один з бійців випадково вистрелив із гвинтівки, що могло попередити японців про рейд. Після уточнення того, де саме висадився десант, обидві роти рушили до призначених їм районів дії. Під час цього кілька разів помилково відкривали вогонь по своїх, демаскуючи десант дедалі сильніше. Зустріті місцеві мешканці повідомили про місце перебування основної частини японців, під час руху до якого стало ясно, що ворог знає про появу рейдерів — близько двох десятків японських військовослужбовців висадилися з вантажівки та рушили вперед, розсипавшись обабіч дороги. Вони потрапили у засідку та були в основному знищені, проте по рейдерах відкрили вогонь сховані у заростях чотири кулемети та рушничні гранатомети. Цих японців у підсумку обійшли з флангів та теж значною частиною перебили, проте в бою загинуло 9 американців. Далі впродовж кількох годин пересування рейдерів стримували снайперським вогнем.
На один момент у тилу японців опинились 11 бійців, які висадилися з човна, що відірвався від основної групи. Вони рушили до ймовірної штаб-квартири ворога та вбили кількох японців, серед них командира гарнізону, але й самі втратили 3 бійців. Ця ж група знищила радіостанцію та вантажівку зі зброєю.
Нарешті, близько 11:30 десяток японців, підбадьорюючи себе криками «Банзай», атакували основні сили рейдерів, проте були швидко перебиті. Втім, при відбитті атаки загинуло ще 6 американців. Після цього епізоду протидію рейдерам чинили лише снайпери.  

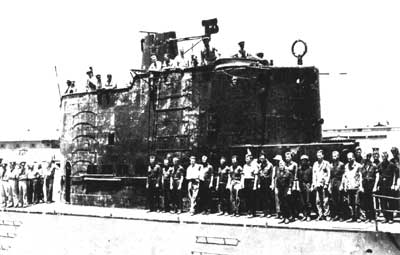
Повернення «Наутілус» до Перл-Гарбора

Поки десант вів бій на суходолі, підводні човни провадили радарне спостереження за повітрям. Близько 7-ї години ранку «Наутілус» обстріляв селище Укіангонг (на південно-західному кінці атола), в якому припускали наявність японських сил. А з 7:16 по 7:23 цей же човен випустив 65 152-мм снарядів по невеличкому транспортному судну та патрульному катеру, що стояли в лагуні коло пристані Он-Чонг, та потопив їх.
Незадовго перед опівднем до острова прибули два розвідувальні гідролітаки Nakajima E8N «Дейв», після появи яких на радарі підводні човни занурились. Літаки вели розвідку чверть години та безрезультатно скинули кілька бомб. О 12:55 «Наутілус» сплив та помітив на радарі значно більшу групу літаків: 8 розвідувальних — 2 великі літаючі човни Kawanishi H8K «Емілі», 4 гідролітаки Kawanishi E7K «Альф» та 2 Nakajima E8N, а також 4 винищувачі Mitsubishi A6M «Зеро». Хоча підводному човну через проблеми зі зв'язком не вдалося повідомити про це десантників, проте бомбардування та обстріл, що розтягнулись більш ніж на годину, не завдали їм істотної шкоди. Після цього основна група літаків покинула район, а 1 «Емілі» та 1 «Дейв» приводнились у лагуні. Тут вони потрапили під обстріл із протитанкових рушниць та кулеметів і були знищені.
Близько 16:00 над атолом з'явилась ще одна група літаків та провела півгодинне бомбардування. На той час рейдери дещо відійшли, намагаючись виманити снайперів на відкриту місцевість, а тому японська авіація завдала удару по полишених позиціях.
Очікуючи прибуття японських підкріплень (американці вважали, що вже знищений у лагуні «Емілі», котрий міг перевозити кілька десятків осіб, намагався підсилити гарнізон), командир рейдерів віддав наказ розпочати відступ, хоча повністю знищити захисників острова так і не вдалося. Посадка у човни почалась після 19-ї години, щоб прикрити відступ темрявою. При цьому швидко відплисти не вдалось та кілька годин рейдери боролися з сильним прибоєм. Один з бійців зник у воді, можливо, після нападу акули. У підсумку до «Наутілус» та «Аргонавт» добрались лише 80 бійців, а решта мусила заночувати на пляжі — змучені, змерзлі та під дощем.

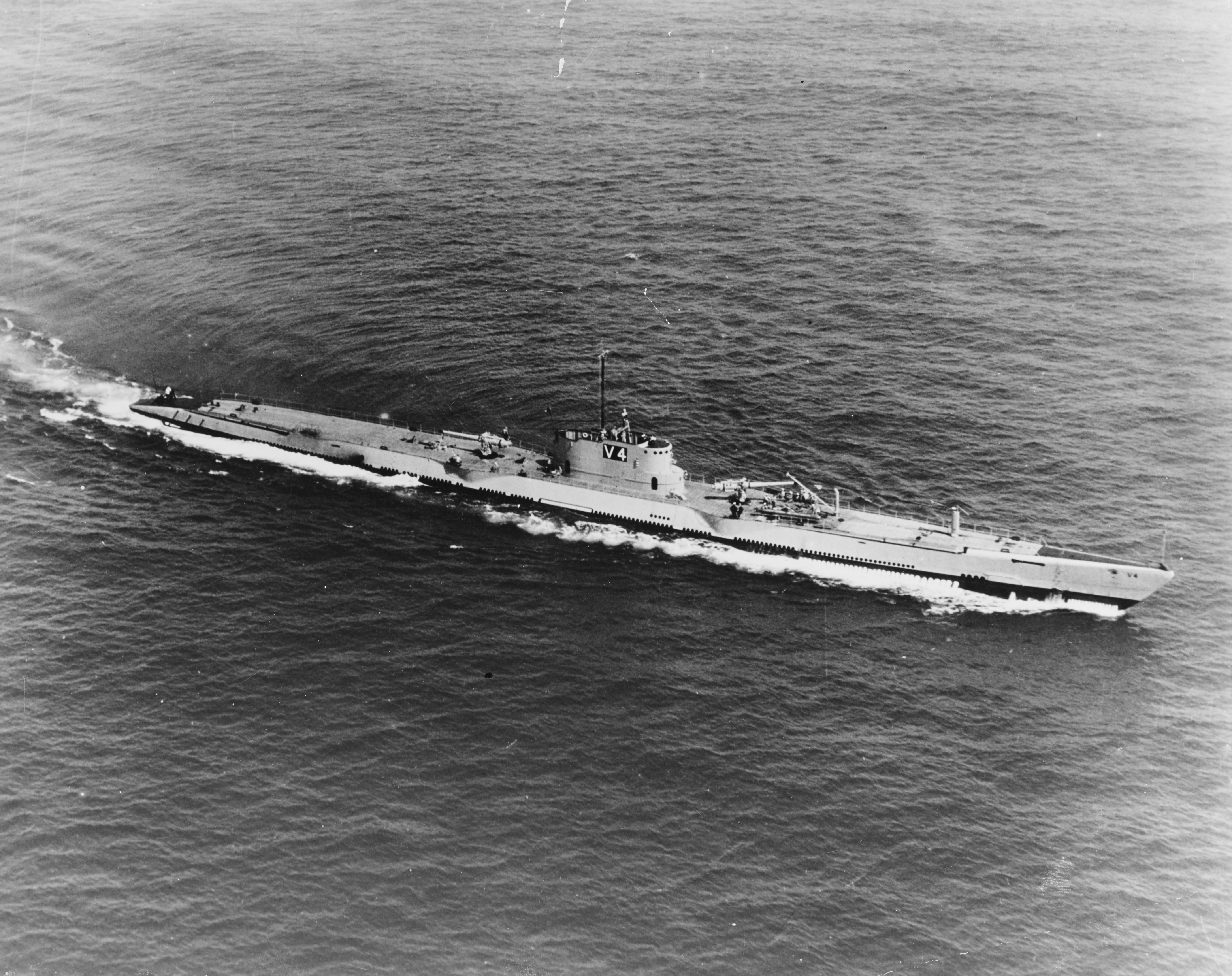
Підводний човен «Аргонавт»

Вночі до позицій американців намагались наблизитись кілька японців, що призвело до перестрілки. Песимістично оцінюючи своє становище, командувач десанту після наради з офіцерами вирішив повідомити японців про готовність здатись у полон та послав двох неозброєних бійців із відповідною запискою. Останнім вдалося передати пропозицію японському солдату, проте того застрелив якийсь рейдер.
Вранці бійці почали готуватись до нової спроби відплиття. З «Наутілус» помітили активність на пляжі, після чого підводний човен підійшов до атола на мінімальну відстань. Кільком LCLR вдалось досягнути субмарини, проте близько 8-ї години ранку з'явились японські літаки, що скинули бомби на «Наутілус». Підводний човен занурився, щоб уникнути ураження.
Інші рейдери впродовж дня перебували на острові, очікуючи настання темряви, щоб відновити евакуацію. В цей час вони знову побували в районі японської бази, підпалили там склад із тисячею бочок авіаційного пального та забрали знайдені документи. При спробі оглянути невелике судно, що стояло в лагуні, американці потрапили під вогонь та втратили одного бійця вбитим. Саме суденце виявилось напівзатопленим та непридатним для використання.
У темряві десантники зайняли гумові човни та знову спробували досягнути субмарин, при цьому човни скріпили в ланцюг, виставивши першим LCLR з навісним мотором. Втім, десять осіб на одному з човнів вирішили плисти самостійно, а командир загону погодився на це. Після 23-ї години ланцюг LCLR досягнув підводних човнів. Був проведений перерахунок чисельності, проте помилково вирішили, що гумовий човен, який плив окремо, зміг досягнути «Аргонавт».
Кораблі вирушили у зворотній шлях та 26 серпня прибули до Перл-Гарбора.
Підсумкові втрати рейдерів становили 18 вбитими та 12 зниклими безвісти. З-поміж останніх 9 здались у полон після прибуття на острів японських підкріплень, були вивезені на атол Кваджелейн (Маршалові острови) та страчені 16 жовтня 1942-го. Ще 16 десантників отримали поранення, проте були евакуйовані. Втрати японського гарнізону становили 46 вбитими.
У покарання за надання острів'янами допомоги рейдерам, японська авіація в тому ж серпні 1942-го провела бомбардування селища Кеуеа, під час якого загинуло 48 гілбертійців.
Після атаки на Макін японці у серпні — вересні провели другу десантну операцію на островах Гілберта. Також був на порядок підсилений гарнізон Макіна та розміщений ще більший гарнізон на атолі Тарава (за 160 кілометрів на південь). При цьому якихось військових контингентів, призначених для Соломонових островів, не залучали. У листопаді 1943-го для знищення японських гарнізонів на островах Гілберта довелось провадити потужну десантну операцію.
Можливо відзначити, що в десанті на Макін брав участь майор Рузвельт, син Президента США.